# 루이스 모레노
루이스 모레노(스페인어: Luis Moreno, 1981년 3월 19일 ~ )는 파나마의 축구 선수이며, 포지션은 수비수이다.
2000년 베네수엘라의 데포르티보 이탈리아에서 데뷔했으며, 2001년 파나마의 타우로 FC로 옮겨 활약하였다. 이후 2005년 콜롬비아의 엔비가도 FC로 이적하였고, 2006년 타우로 FC로 복귀하였다. 페루의 클럽 우니베르시타리오 데포르테스에서 영입을 시도했지만, 모레노는 타우로 FC에 잔류하였다. 이후 2007년 인디펜디엔테 산타페로 이적했으나, 징계 처분을 받아 방출되어 멕시코의 티부로네스 로호스 데 코아트사코알코스에 입단하였다. 그 뒤 2008년 타우로 FC로 다시 복귀하였고, 2011년 콜롬비아의 데포르티보 페레이라로 이적하였다.
그 해 2월 후니오르 FC와의 리그 경기 도중 공에 맞아 부상당한 후니오르 FC의 마스코트인 부엉이를 경기장 밖으로 걷어찼다. 부엉이는 지역의 가축 병원으로 후송되는 도중 사고로 인한 후유증으로 사망했으며, 모레노는 "경기 속행을 위해 날 수 있는지 확인해 보려고 한 것 뿐이며, 부엉이가 후니오르 FC의 마스코트인 줄은 몰랐다"고 해명했다. 하지만 모레노는 560 달러의 벌금과 함께 2경기 출장 정지 징계에 처해졌으며, 이후 동물보호협회가 주최하는 '동물사랑 특별교육'에 참석하였다. 그 뒤 데포르티보 칼리와의 경기 도중 안드레스 에스코바가 공을 가슴에 품은 채 그라운드에 쓰러지자 그대로 발길질을 해 약 73만 콜롬비아 페소의 벌금과 함께 7경기 출장 정지 징계에 처해졌으며, 징계 이후 타우로 FC로 다시 복귀하였다.
또한 2001년 파나마 축구 국가대표팀에 정식으로 데뷔한 뒤, 총 67경기에 출전해 좋은 모습을 보여주면서 총 3번의 CONCACAF 골드컵 (2005년, 2007년, 2009년)에 출전하였다.